# 彭鶴林
彭鹤林（？—？），名耜，字季益，福建福州人，南宋道士，全真道金丹派（南宗）“南七真”之一，因隐居鹤林而得名。

## 生平
幼年曾學習武術，後入道教成为白玉蟾（海琼玉蟾先生）的门徒，曾邀請白玉蟾從浙江前往福建。
据白玉蟾《鹤林靖铭》记载：「彭耜季益，乙巳（淳熙十二年，西元1185年）生。弱冠时，梦至一所，恍如洞宫，匾曰：『鹤林』。寤而识之，懵其所以。后拜大都功，领治本竹，始知其山所瑞竹，复与鹤鸣山相联，于是悟『鹤林』之梦，乃鞭心以求仙。」

## 著作
其著作有《道阃元枢歌》、《鹤林赋》、《鹤林法语》 等。